# رالف شميت (لاعب كرة قدم)
رالف شميت (بالألمانية: Ralf Schmitt)‏ (21 يناير 1977 في ألمانيا - ) هو لاعب كرة قدم ألماني في مركز الهجوم. لعب مع آينتراخت فرانكفورت وميونخ 1860 ونادي كارلسروه ونادي نوتنغن ‏ وSportfreunde Siegen ‏ وTSV 1860 Munich II ‏ وفورماتيا فورمز ‏ وFV Speyer ‏.

## وصلات خارجية
- رالف شميت على موقع بيانات كرة القدم. دي إي (الألمانية)
- رالف شميت على موقع عالم كرة القدم.نت (الإنجليزية)